# فينيسيوس فارغاس دوس سانتوس
فينيسيوس فارغاس دوس سانتوس (بالبرتغالية: Vinícius Vargas dos Santos‏) المعروف باسم فينيسيوس فارغاس (ولد في 26 أكتوبر 1995 في ساو باولو، البرازيل) لاعب كرة قدم برازيلي يجيد اللعب في مركز الوسط المهاجم. لعب لصالح الأهلي البحريني منذ 2022. تعاقد معه نادي الرفاع ليُمثل الفريق في الموسم الرياضي لعام 2023-2024.

## المسيرة الرياضية

### الأندية
بدأ فينيسيوس فارغاس مسيرته الرياضية في كامبينينزي البرازيلي. في موسمه الأول 2014 وفي بطولة دوري الدرجة الأولى لولاية بارايبا ساهم في وصول فريقه إلى المباراة النهائية عندما خسر من بوتافوغو 0-3 في مجموع المباراتين. وفي بطولة دوري الدرجة الرابعة فشل فريقه في التأهل إلى الدور الثمن النهائي بعد احتلاله المركز الثالث في المجموعة الثالثة برصيد تسع نقاط من ثماني مباريات.
في موسمه الثاني 2015 وفي بطولة دوري الدرجة الأولى لولاية بارايبا ساهم في تتويج فريقه بالبطولة بعدما تصدر ترتيب الدوري الرباعي برصيد 13 نقطة من ست مباريات ليحقق فينيسيوس فارغاس أولى بطولاته الشخصية. وفي بطولة دوري الدرجة الرابعة ساهم في وصول فريقه إلى الدور الثمن النهائي عندما خسر من أوبيراريو فيروفيارو بركلات الترجيح بعد تعادلهما 1-1 في مجموع المباراتين.
في موسمه الثالث 2016 وفي بطولة دوري الدرجة الأولى لولاية بارايبا ساهم في تتويج فريقه بالبطولة بعدما تغلب في المباراة النهائية على بوتافوغو 3-2 ليحقق فينيسيوس فارغاس ثاني بطولاته الشخصية. وفي بطولة دوري الدرجة الرابعة ساهم في وصول فريقه إلى الدور الثمن النهائي عندما خسر من إيتابايانا بركلات الترجيح بعد تعادلهما 2-2 في مجموع المباراتين.
في موسمه الرابع 2017 وفي بطولة دوري الدرجة الأولى لولاية بارايبا ساهم في وصول فريقه إلى الدور النصف النهائي عندما خسر من تريزه 1-2 في مجموع المباراتين. وفي بطولة دوري الدرجة الرابعة ساهم في وصول فريقه إلى الدور32 عندما خسر من فلومينينسي دي فييرا بقاعدة الأهداف خارج الأرض بعد تعادلهما 1-1 في مجموع المباراتين.
في موسمه الخامس 2018 وفي بطولة دوري الدرجة الأولى لولاية بارايبا ساهم في وصول فريقه إلى المباراة النهائية عندما خسر من بوتافوغو 1-2 في مجموع المباراتين. وفي بطولة دوري الدرجة الرابعة ساهم في وصول فريقه إلى الدور الربع النهائي عندما خسر من فيروفياريو بركلات الترجيخ بعد تعادلهما 3-3 في مجموع المباراتين.
في موسمه السادس 2019 وفي بطولة دوري الدرجة الأولى لولاية بارايبا ساهم في وصول فريقه إلى المباراة النهائية عندما خسر من بوتافوغو 1-4 في مجموع المباراتين. وفي بطولة دوري الدرجة الرابعة فشل فريقه في التأهل إلى الدور32 عندما احتل المركز الثالث في المجموعة السابعة برصيد سبع نقاط من ست مباريات.
في موسمه السابع والأخير 2020 وفي بطولة دوري الدرجة الأولى لولاية بارايبا ساهم في وصول فريقه إلى المباراة النهائية عندما خسر من تريزه 1-2 في مجموع المباراتين.
في 29 يوليو 2020 انتقل فينيسيوس فارغاس من كامبينينزي إلى يوفينتود ساماس البرازيلي في صفقة انتقال حر. في موسمه الوحيد 2020 وفي بطولة دوري الدرجة الرابعة ساهم في وصول فريقه إلى الدور الثمن النهائي عندما خسر من فلوريستا 2-4 في مجموع المباراتين.
في 18 فبراير 2021 انتقل فينيسيوس فارغاس من يوفينتود ساماس إلى أفوغادوس دا إينغازيرا البرازيلي في صفقة انتقال حر. في موسمه الوحيد 2021 وفي بطولة دوري الدرجة الأولى لولاية بيرنامبوكانو ساهم في وصول فريقه إلى الدور الربع النهائي عندما خسر من سانتا كروز بركلات الترجيح.
في 21 مايو 2021 انتقل فينيسيوس فارغاس من أفوغادوس دا إينغازيرا إلى ناوتيكو البرازيلي في صفقة انتقال حر. في موسمه الوحيد 2021 وفي بطولة دوري الدرجة الثانية ساهم في احتلال فريقه المركز السادس برصيد 60 نقطة من 38 مباراة بفارق 11 نقطة عن صاحب المركز الرابع المؤهل للصعود إلى الدرجة الأولى.
في 9 فبراير 2022 انتقل فينيسيوس فارغاس من ناوتيكو إلى جوينفيل البرازيلي في صفقة انتقال حر. في موسمه الوحيد 2022 وفي بطولة دوري الدرجة الأولى لولاية سانتا كاتارينا فشل فريقه في التأهل إلى الدور الربع النهائي بعدما احتل المركز التاسع في الدور الأول برصيد 11 نقطة من 11 مباراة بفارق نقطة واحدة عن صاحب المركز الثامن.
في 22 أبريل 2022 انتقل فينيسيوس فارغاس من جوينفيل إلى سوسييداد إسبورتيفا البرازيلي في صفقة انتقال حر.
في 1 يوليو 2022 انتقل فينيسيوس فارغاس من سوسييداد إسبورتيفا إلى الأهلي البحريني في صفقة انتقال حر.

## الإنجازات

### الأندية
- كامبينينزي
  - دوري الدرجة الأولى لولاية بارايبا (2): 2015، 2016